# فلد امسی
فلد امسی (به آلمانی: Feld am See) یک منطقهٔ مسکونی در اتریش است که در ناحیه فیلاخ-لاند واقع شده‌است. فلد امسی ۱٬۱۸۸ نفر جمعیت دارد.